# Франтішек Бродневич
Франтішек Бродневич (пол. Franciszek Brodniewicz; 29 листопада 1892, с. Квілч Провінція Позен (нині Мендзихудського повіту Великопольського воєводства Польщі) — 17 серпня 1944, Варшава) — польський актор театру та кіно.

## Біографія
Син шевця. До 1914 грав на сцені Польського Театру в Позені. Після першої світової війни — актор провінційних театрів у Бидгощі, Познані, Лодзі. З 1921 року почав зніматися у кіно. Ставши кінозіркою довоєнної Польщі, переїхав до столиці та виступав на сценах варшавських театрів: Камерного (1933), вар'єте 8.30 (1934), Польського Малого.
Перед початком Другої світової війни переважно був зайнятий роботою в кінематографі. Під час окупації не грав, працюючи кельнером.
Завоював визнання критиків та публіки. Незважаючи на довгу театральну кар'єру, славу йому принесли кіноролі. Амплуа — багатого красеня — завсідник салонів.
Помер від серцевого нападу під час бомбардування на порозі будинку. Після ексгумації його поховали на Бруднівському цвинтарі у Варшаві.

## Вибрана фільмографія
- 1933 — Прокурор Аліція Горн